# 家族輪舞曲
『家族輪舞曲』（かぞくロンド）は椎名桜子の作家デビュー作。原作の初版は1988年3月22日にマガジンハウスより刊行され、発行部数は8万部（公称27万部）を超えた。多感で複雑な性格の女子高生を主人公に、離婚した両親や妹、ボーイフレンドなど彼女を取り巻く人々の人間模様を描いた作品。また、この作品を原作とし、脚色された映画が翌年公開された。同映画の主題歌は大貫妙子が作詞・作曲・歌唱を担当した。

## ストーリー
高校生の翠子は、父(パパ)と妹の雛子と三人で暮らしていた。両親は既に離婚しており、湖のほとりにある別荘では毎年のようにパパの恋人である女性が招待されていたが、その人物はほぼ毎回違っていた。その後翠子は、パパと離れ母(ママ)と雛子と三人で暮らし始める。翠子は自分よりも要領良く振舞う雛子を羨ましく思っていた。読書好きで不眠症のママは家族に対して無関心で、大事な話は口頭でなく手紙で伝えるという癖があった。ある日翠子は二つ年上の修司という少年に出逢う。修司は翠子に生まれた時からの友達であるかのような感覚を抱かせ、二人はいつしか付き合うようになった。翠子はパパと暮らしていた15歳の冬、雛子と二人で旅行に誘われた時のことを回想する。出発前の空港には、パパの恋人の女性と二人の間に産まれた義弟の俊一が、同行するために来ていた。滞在先となる赤いレンガの貸別荘ではパパが待っていた。久しぶりの挨拶を交わした翠子は自分の部屋に上がると、ベッドの上に倒れ込むようにぐっすりと眠った。別荘にしばらく滞在してから家に戻った翠子は、馴染めない自分の部屋の改装を試みようと机やベッドの位置を変えてみたが居心地の悪さは変わらず、自分の居場所が無いような気がしていた。翠子はパパが使っていた冷たいベッドに潜り込むと、その匂いに満たされパパの腕の中にいるような気持になり、やっと安心して眠りに落ちて行くことが出来た。

## 単行本
- 『家族輪舞曲』 1988年3月22日、マガジンハウス、ISBN 4-8387-0011-3

## 映画
製作はユピテル・コミュニケーションズ・インターナショナル。東映クラシックフィルムの配給により1989年11月11日に公開された。原作者である椎名桜子が自ら監督を務めている。

### スタッフ
- 企画：六塔智美、津島研郎
- 製作：渡瀬英陽、長谷川安弘
- プロデューサー：高沢吉紀、大木舜二、篠崎孝子
- 原作・監督：椎名桜子
- 脚本：楢原尊信、椎名桜子
- 監督補佐：中島俊彦
- 撮影：林淳一郎
- 照明：前原信雄
- 美術：及川一、山崎輝
- 録音：上田武志
- 編集：西東清明
- 音楽プロデューサー：長田明子
- 音楽：大貫妙子
- 衣装：鎌形敏雄
- ヘアメイク：小堺なな
- アートコーディネーター：冨田凪
- 記録：今井文子
- スチール：奥川彰
- プロデューサー補：石井誠一郎
- 助監督：野崎邦夫
- 制作担当：宮重秀二
- 企画協力：株式会社モダンタイムス
- 制作協力：ウィングス・ジャパン・インク / プロジェクト・エー
- 配給：東映クラシックフィルム

### キャスト
- 翠子：高取茉南
- 雛子：相川恵里
- パパ：奥田瑛二
- ママ：萬田久子
- 修司：高嶋政伸
- 亜沙子：山口いづみ
- 美加：伊東景衣子
- 麻里：白島靖代
- 駒子：朝加真由美

### 主な撮影場所
(映画『家族輪舞曲』のパンフレットの記載より)
- 東映東京撮影所
- 表参道  (原宿)
- 六義園

## 主題歌
- 発売日：1989年11月21日
- 規格品番: MDS-11
- 発売元：Dear Heart / ミディ

### 収録曲
1. 家族輪舞曲（3:45）
作詞・作曲: 大貫妙子 / 編曲: 小林武史
2. Absence（3:31）
作詞・作曲: 大貫妙子 / 編曲: 小林武史

### 参加ミュージシャン
家族輪舞曲
- Keyboards: 小林武史
- Guitar: 小倉博和
- Backing Vocals: 大貫妙子
- Computer Programming: 角谷仁宣[4]

Absence
- Keyboards: 小林武史
- Computer Programming: 角谷仁宣